# Zonsverduistering van 20 juni 1955

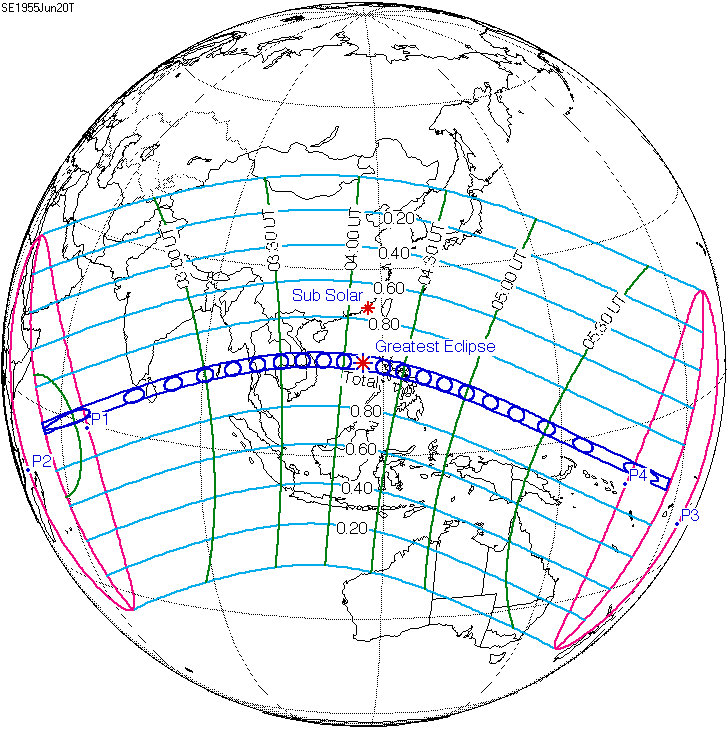
De zonsverduistering was te zien tussen de blauwe lijnen.

De totale zonsverduistering van 20 juni 1955 trok veel over zee, maar was achtereenvolgens te zien in deze elf gebieden: Seychellen, Malediven, Sri Lanka, Andamanen en Nicobaren, Myanmar, Thailand, Cambodja, Laos, Vietnam, Eilanden in de Zuid-Chinese Zee en Filipijnen.

## Maximum
Het punt met maximale totaliteit lag op zee ver van enig land op coördinatenpunt 14.7643° Noord / 116.9959° Oost en duurde 7m07,7s.

## Limieten
| Fenomeen                    | Code | Tijdstip UTC  |
| --------------------------- | ---- | ------------- |
| Eerste contact bijschaduw   | P1   | 01:33:20.6 UT |
| Eerste contact kernschaduw  | U1   | 02:26:50.9 UT |
| Kernschaduw compleet vanaf  | U2   | 02:30:01.2 UT |
| Bijschaduw compleet vanaf   | P2   | 03:24:33.1 UT |
| Maximum eclips              | GE   | 04:10:12.4 UT |
| Bijschaduw compleet t/m     | P3   | 04:55:49.3 UT |
| Kernschaduw compleet t/m    | U3   | 05:50:23.4 UT |
| Laatste contact kernschaduw | U4   | 05:53:32.4 UT |
| Laatste contact bijschaduw  | P4   | 06:47:05.1 UT |